# 全国医師連盟
全国医師連盟（ぜんこくいしれんめい、略称 全医連、英称 Japan Doctors League、英略称 JDL）は、2008年6月8日に設立された医師の同業者組織である。

## 概要
医療崩壊からの再生を期し、勤務医を主体とする医師新組織として設立された。1998年頃からの、勤務医の過労死、医療事故報道の激化、医療訴訟の急激な増加などが設立の背景にある。
医療費抑制政策のもとで、診療労働環境の悪化や訴訟不安の増大など、医療職の士気の低下をもたらす事態におよんで、医師会や医学部教授会、医学会重鎮といった旧来の医師同業者組織では、この医療崩壊に対峙できないとして、これまで十分に組織されていなかった勤務医が中心となりインターネット上に【医師新組織準備委員会】が結集された。約1年間の準備期間を経て、運営委員30名、執行部5名の全国組織が設立された。

## 理念
- 私たち「全国医師連盟」は、患者と医療従事者の権利を重んじ、医療の質の向上と診療環境の改善のために活動します。
- 私たちは、患者と医療従事者の権利の確立と適正な診療環境を実現するために、いかなる圧力にも屈せず、行政、立法、司法、メディア、そして国民に、医療のあり方を提言します。
- 私たちは、地域、世代、診療科および医局の枠を越えて、真の社会貢献を果たします。

（全国医師連盟規約による）

## 組織
全医連の組織は、投票権登録を行った医師が一人一票を持って、インターネット上で運営委員30名と、代表1名を選出する。代表は執行部を運営委員の中から若干名任命することとなっている。
代表には、医師新組織準備委員会の発起人世話役であった黒川衛が、第1回総会、第2回総会、第3回総会で選出され、中島恒夫が、2011年度(第4回)代表に選出されている。

## 執行部
2011年度執行部に選任されたものは、黒川衛（神奈川県）、新田清明（山梨県）、三輪高之（愛知県）、榎木英介（兵庫県）の4名である。運営委員には20名が選出されている。執行部と運営委員が、財務委員会、法務委員会、広報情宣委員会、渉外委員会、企画委員会、総務委員会、労働環境改善委員会、診療所経営支援委員会、組織強化委員会の委員会を構成している。尚、2011年度運営委員会議長は、太田信次（福井県）。

## 活動
これまでの活動として、
- 「医療現場の危機打開と再建をめざす国会議員連盟」のシンポジウムへの参加 2008年4月12日
- 医療費と医師数に関する国会議員アンケート 2008年7月14日
- 「福島県立大野病院事件判決に際して、全国医師連盟の声明」 2008年8月5日
- 全国医師連盟による大綱案反対声明 2008年9月1日
- 「医療の安全確保と診療の継続に向けた医療関連死および健康被害の原因究明・再発防止等に関する試案」 2008年9月18日
- 「小児科医過労自死事件の民事訴訟高裁の判決に際しての声明 2008年10月23日
- 「二階俊博経産相の『医者のモラルの問題』発言への抗議」 2008年11月12日
- 「麻生総理大臣の「社会常識欠落の医師多い」発言に関する報道に際して、全国医師連盟の見解」 2008年11月20日
- 日本医師会主催の「医師の団結を目指す委員会」にて 全国医師連盟からの意見を表明 2008年12月19日
- 「中央社会保険医療協議会（中医協）公益委員再任の不同意に関しての見解」 2009年3月2日
- 「厚労省による補助金運営の不正発覚に関する全国医師連盟執行部の見解」 2009年3月20日
- 「総合周産期センター等の医療機関における労働環境についての見解」 2009年3月30日
- 「財政制度等審議会」が与謝野馨財務大臣に建議した「平成22年度予算編成の基本的考え方について」に対する全国医師連盟の見解 2009年6月7日
- 「持続可能な医療体制を実現するための全国医師連盟の五つの緊急提言」及びそれに関する公開質問状 2009年8月6日
- 「新政権への医療現場からの要望」 2009年9月14日
- 「新型インフルエンザワクチン接種に関する声明」 2009年10月19日
- 「医療機関における36協定全国調査結果｣　全国医師ユニオンとの共同発表　2009年11月22日
- 「行政刷新会議及び財務省にみえる政権党の公約違反の動きに抗議する。｣　2009年11月27日
- 「第1 回 医療労働研究会」全国医師連盟と全国医師ユニオン共催（東京大手町）2010年1月24日
- 医療政策研究会　全医連執行部及び民主党国会議員5名　2010年4月16日
- 厚労省交渉（対労働基準局・医政局）【勤務医に対する労働基準法違反の処遇に関する厚生労働省への要望書】2010年5月17日
- 厚労省交渉後記者会見　A厚労省記者クラブおよび B医療系メディア&フリー記者　2010年5月17日

## 総会
決起集会、設立集会（第1回総会）、第2回集会、第3回集会で本田宏、小松秀樹、上昌広、田中康夫、勝谷誠彦、伊関友伸　各氏が挨拶・発言・講演を行っている。

## 会員構成
ウェブサイトによると、広義の会員（SNS登録者）の構成は、平均年齢45歳で、公立病院勤務医37%、民間病院勤務医37%、その他の勤務医 7%、研究医3%、開業医15%（2008年6月7日現在）であり、その総数は825名（2009年10月）とされている。

## 全国医師ユニオンの結成
全国医師連盟の病院勤務医らが中心となって、個人加盟制の医師の職能組合、労働組合である全国医師ユニオンが、2009年5月16日、設立された。同年7月21日に東京都労働委員会において適合決定を受け、労働組合資格証明書の交付を受けているため、労働組合として雇用側との団体交渉権も有する。
※全国医師ユニオンを参照。

## 注
1. ↑  「全国医師ユニオン」結成を報告　勤務医の待遇改善目指し2009年6月7日「山陽新聞」